# 普雷 (厄尔省)
普雷（法語：Prey，法語發音：[pʁɛ] ⓘ）是法国厄尔省的一个市镇，属于埃夫勒区。

## 地理
普雷（48°57'50"N, 1°12'50"E）面积8.09 平方千米，位于法国诺曼底大区厄尔省，该省份为法国北部内陆省份，北起滨海塞纳省，西接奧恩省和卡爾瓦多斯省，南至厄尔-卢瓦省，东临瓦兹省、瓦兹河谷省和伊夫林省。
与普雷接壤的市镇（或旧市镇、城区）包括：拉福雷迪帕尔克、拉巴罗尼、格罗瑟夫尔、吉尚维尔。

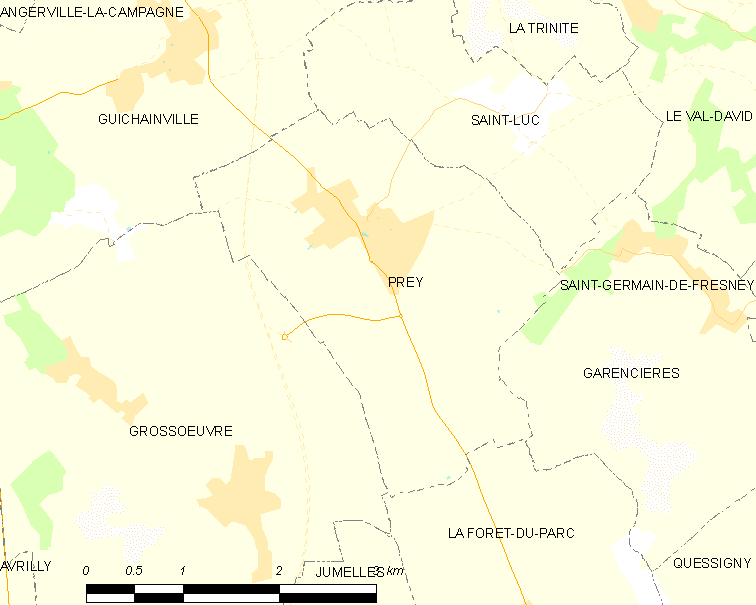
的OSM定位图

普雷的时区为UTC+01:00、UTC+02:00（夏令时）。

## 行政
普雷的邮政编码为27220，INSEE市镇编码为27478。

## 政治
普雷所属的省级选区为圣安德烈德勒尔县。

## 人口

1962-2008年间人口变化图示

普雷于2022年1月1日时的人口数量为976人。